# Arne Börnsen
Arne Börnsen (* 5. Oktober 1944 in Wilster) ist ein deutscher Politiker (SPD).

## Biografie
Nachdem Börnsen 1965 sein Abitur am Gerhard-Rohlfs-Gymnasium in Bremen-Vegesack gemacht hatte, studierte er Schiffstechnik an der Technischen Universität Hannover und der Universität Hamburg, er schloss als Schiffbau-Diplomingenieur ab. Er war danach als Planungsingenieur bei der AG Weser in Bremen und ab 1983 beim Werk Bremen der Daimler-Benz AG tätig. Von 1978 bis 1980 war er Lehrbeauftragter für das Fach Lagerwesen an der Fachhochschule Bremerhaven. Von 1990 bis 1993 war er Mitglied im Aufsichtsrat der Krupp-Atlas-Elektronik GmbH Bremen.
In die SPD trat Börnsen im August 1969 ein, ab 1979 war er Mitglied und von 1988 bis 1991 Vorsitzender des Bezirks Nord-Niedersachsen, von 1982 bis 1992 auch im Landesvorstand. Von 1976 bis 1981 war er stellvertretender Bürgermeister der Gemeinde Ritterhude, ab 1976 zudem Mitglied des Kreistages Osterholz. Von 1980 bis 1983 und ab 1987 saß er als im Bundestagswahlkreis Verden – Osterholz direkt gewählter Abgeordneter im Deutschen Bundestag. Dort war er Mitglied des Infrastrukturrates beim Bundesminister für Post und Telekommunikation, ab 1987 Sprecher der SPD-Fraktion für Post und Telekommunikation und ab 1990 Mitglied der Unabhängigen Kommission zur Überprüfung des Vermögens der Parteien und Massenorganisationen der DDR beim Bundesministerium des Innern. Am 6. Januar 1998 schied Börnsen vorzeitig aus dem Bundestag aus, seine Nachfolgerin war Eva Folta. Er wurde Vizepräsident der am 1. Januar 1998 gegründeten Regulierungsbehörde für Telekommunikation und Post (RegTP). Dieses Amt übte er bis zum 31. Dezember 1999 aus.